# Stefano da Ferrara

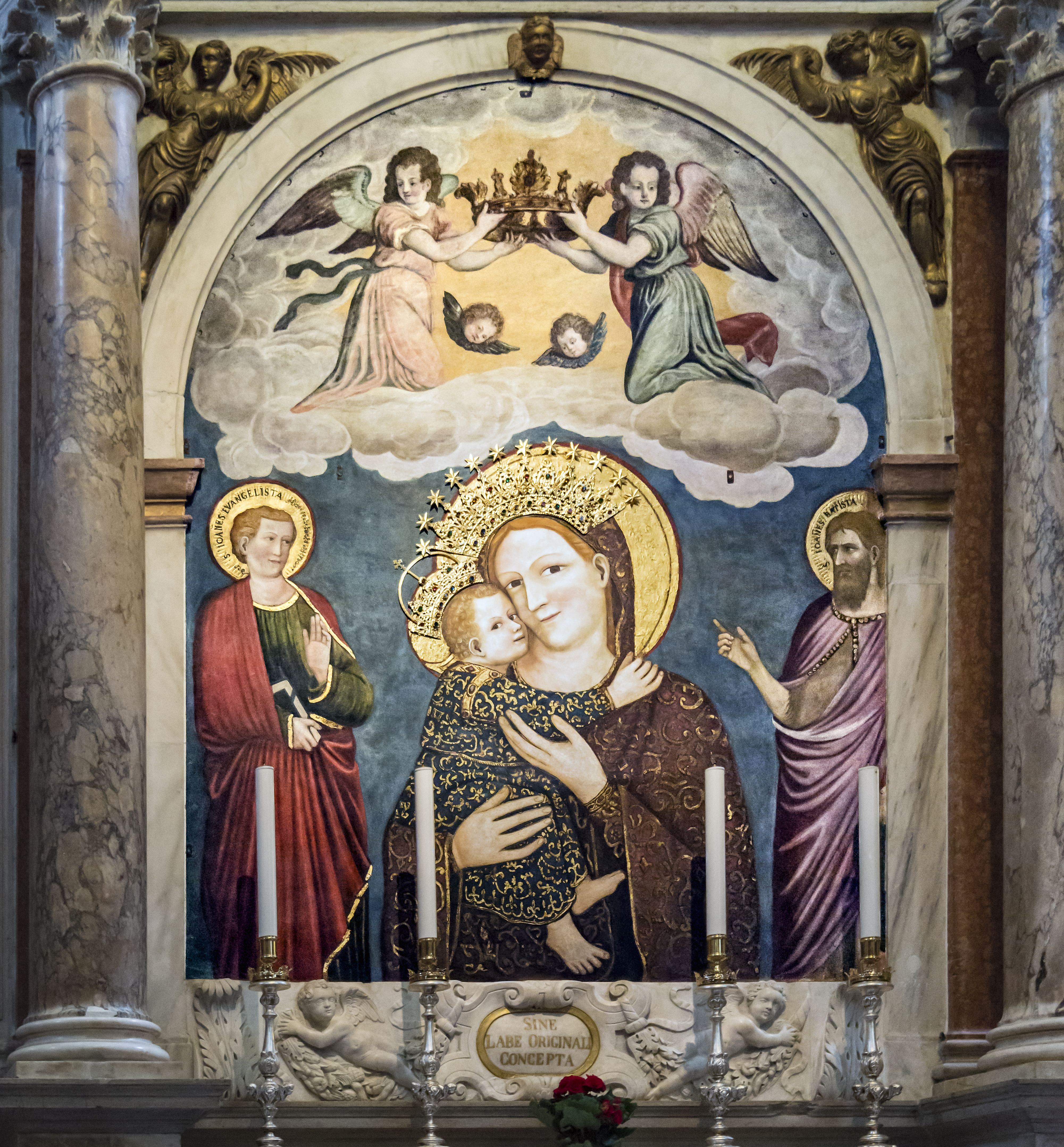
Madonna del Pilastro, 1350 ca., Basílica de San Antonio de Padua

Stefano da Ferrara, llamado Falzagalloni, fue un pintor italiano - ferraniense que vivió durante la última mitad del siglo XV. Según Giorgio Vasari, Stefano, fue amigo del pintor Andrea Mantegna.
A causa de la renovación del edificio construido por Andrea Briosco, algunas de las obras de Stefano da Ferrara fueron destruidas; esto ocurrió en el año 1500.
Sus obras se hallan repletas de iconografía cristiana; la figura del ángel es especialmente representativa en su obra así como lo fue en la época del renacimiento del que él formaba parte.
Sus obras pueden encontrarse en la pinacoteca de Brera (Milán) y en Bolonia.
Una de sus obras consistía en una alegoría a una de las cuatro virtudes cardinales: la templanza. Este cuadro se encuentra entre los frescos de la casa Minerbi en Ferrara.
La fecha de su nacimiento y su muerte son desconocidas.